# Náutico FC
Náutico FC is een Braziliaanse voetbalclub uit Boa Vista in de staat Roraima. In 2012 verhuisde de club naar Caracaraí, maar keerde in 2016 terug naar de staatshoofdstad. 

## Geschiedenis
De club werd in 1962 en werd in 1968 voor het eerst staatskampioen, de volgende titel volgde pas in 2013.

## Erelijst
Campeonato Roraimense
1968, 2013, 2015